# Росомаха Микола Васильович
Мико́ла Васи́льович Росома́ха (29 березня 1984, с. Хороше Озеро, Чернігівська область — 17 листопада 2014, м. Пологи, Запорізька область) — солдат 1-ї окремої танкової Сіверської бригади Збройних сил України, учасник російсько-української війни.

## Життєпис
Закінчив загальноосвітню школу в рідному селі та 2000 року вступив до ПТУ смт Мрин Носівського району, здобув спеціальність тракториста-машиніста широкого профілю. Працював у Києві.
У березні 2014-го мобілізований, водій, 1-ша окрема танкова бригада. Учасник Антитерористичної операції на сході України.
16 листопада 2014 року важко поранений під час обстрілу біля Волновахи. Помер від поранень у шпиталі міста Пологи Запорізької області наступного дня.
Залишились мати, брат, сестра. Похований у селі Хороше Озеро 20 листопада 2014 року.

## Нагороди та вшанування
- За особисту мужність та героїзм, виявлені у захисті державного суверенітету та територіальної цілісності України, вірність військовій присязі під час російсько-української війни, відзначений — нагороджений 27 червня 2015 року — орденом «За мужність» III ступеня.
- У травні 2015 року на будівлі школи в Хорошому Озері встановлено меморіальну дошку[2].